# Nekrolog 3. Quartal 1919
Nekrolog
◄◄
| ◄
| 1915
| 1916
| 1917
| 1918
| 1919 | 1920 | 1921 | 1922 | 1923 | ► | ►►
1. Quartal |
2. Quartal |
3. Quartal |
4. Quartal 1919
Weitere Ereignisse | Allgemeiner Nekrolog 1919
Die Beschreibung der verstorbenen Person sollte so kurz wie möglich gehalten sein und nur deren signifikante Tätigkeit(en) enthalten.
Neue Namen ggf. auch unter dem Geburts- und Sterbedatum, also etwa unter 1. Januar und im Geburts- und Sterbejahr (2024) eintragen (nur bei entsprechender großer Wichtigkeit). Für Beispiele siehe die schon vorhandenen Artikel.
Außerdem über die fünf zuletzt Verstorbenen, zu denen es einen ausreichend guten Artikel für eine Präsentation auf der Hauptseite gibt, nach der todesbedingten Überarbeitung der Artikel ggf. auch unter Wikipedia Diskussion:Hauptseite informieren und sie am besten auch in den anderen Wikipedia-Sprachversionen eintragen. Tipp: Regelmäßig bei news.google.de nach „ist tot“, „gestorben“ oder „verstorben“ suchen.
Wenn eine Person gestorben ist, gibt es viele Seiten zu dieser Person in der Wikipedia, die davon auch betroffen sind und entsprechend aktualisiert werden müssen. Beispiele: Namenübersichtsseite, Geburtsjahr, Geburtsort-Seiten und viele mehr.
Wie finde ich die betroffenen Seiten?
Im Suchfeld auf der linken Seite gibt man den Suchbegriff so ein: „Vorname Nachname“. Dann klickt man auf Volltext und alle Seiten mit entsprechendem Suchtext werden aufgerufen. Hier sieht man dann schnell, wo auch das Todesjahr Sinn macht oder sogar ein Teil des Artikels angepasst werden muss. Auch hilft das „Werkzeug“ auf der linken Seite sehr gut, um solche Seiten aufzufinden: „Links auf diese Seite“. Somit ist die Wikipedia wieder aktuell in allen Bereichen! Hinweis: bei Eintragung der Kategorie „Gestorben JAHR“ wird der Missbrauchsfilter 49 ausgelöst, was jedoch nicht schlimm ist. Siehe: Spezial:Missbrauchsfilter/49
Dies ist eine Liste von im dritten Quartal 1919 verstorbenen bekannten Persönlichkeiten. Die Einträge erfolgen innerhalb der einzelnen Daten alphabetisch sortiert. Tiere sind im Nekrolog für Tiere zu finden.

## Juli
| Tag      | Name                                 | Beruf, bekannt als                                                                       | Alter | Beleg |
| -------- | ------------------------------------ | ---------------------------------------------------------------------------------------- | ----- | ----- |
| 1. Juli  | Otto von Pestel                      | preußischer Landrat und Politiker                                                        | 70    |       |
| 1. Juli  | James P. Pigott                      | US-amerikanischer Politiker                                                              | 66    |       |
| 1. Juli  | Lemuel E. Quigg                      | US-amerikanischer Journalist, Jurist und Politiker                                       | 56    |       |
| 1. Juli  | Hans Albert Rooschüz                 | Schweizer Unternehmer, Mitgründer des Schweizer Chocoladen & Colonialhauses              | 54    |       |
| 2. Juli  | Adrian John Brown                    | britischer Brauer und Biochemiker                                                        | 67    |       |
| 2. Juli  | Jakob Friedrich Bussereau            | deutscher katholischer Geistlicher und Ordensgründer                                     | 56    |       |
| 2. Juli  | Antoine Paul Nicolas Franchimont     | niederländischer Chemiker                                                                | 75    |       |
| 2. Juli  | Victor Hardung                       | deutsch-schweizerischer Journalist und Schriftsteller                                    | 57    |       |
| 2. Juli  | Friedrich Keilberth                  | deutscher Komponist und Kapellmeister                                                    |       |       |
| 2. Juli  | Theodor Reye                         | deutscher Mathematiker                                                                   | 81    |       |
| 2. Juli  | Anna Howard Shaw                     | Frauenrechtlerin und methodistische Geistliche                                           | 72    |       |
| 2. Juli  | Friedrich Soennecken                 | deutscher Erfinder und Unternehmer                                                       | 70    |       |
| 3. Juli  | Thomas Millie Dow                    | schottischer Maler des Spätimpressionismus                                               | 70    |       |
| 3. Juli  | Richard Grüttner                     | deutscher Bildhauer                                                                      | 65    |       |
| 3. Juli  | William MacGregor                    | schottischer Arzt und Politiker                                                          | 72    |       |
| 4. Juli  | Iwan Lewynskyj                       | ukrainischer Architekt, Lehrer und Unternehmer                                           | 67    |       |
| 4. Juli  | Franz Starosson                      | deutscher Politiker (SPD), MdL, MdR                                                      | 45    |       |
| 5. Juli  | John Hopkinson                       | britischer Naturforscher                                                                 |       |       |
| 6. Juli  | Paul Deussen                         | deutscher Indologe und Sanskrit-Gelehrter                                                | 74    |       |
| 6. Juli  | Ernest de Weck                       | Schweizer Bankier und Politiker                                                          | 58    |       |
| 7. Juli  | Karl von Bellino                     | württembergischer Oberamtmann und Regierungspräsident                                    | 91    |       |
| 7. Juli  | Oskar Bider                          | Schweizer Bauer und Flugpionier                                                          | 27    |       |
| 8. Juli  | Eugen Guglia                         | österreichischer Historiker, Journalist und Schriftsteller                               | 61    |       |
| 8. Juli  | John Fox junior                      | US-amerikanischer Schriftsteller                                                         | 56    |       |
| 8. Juli  | Wolodymyr Naumenko                   | ukrainischer Pädagoge und Politiker                                                      | 66    |       |
| 8. Juli  | Otto Wermuth                         | deutscher Verwaltungsbeamter                                                             | 33    |       |
| 9. Juli  | Arthur Ehrens                        | Theater- und Stummfilmschauspieler                                                       | 40    |       |
| 10. Juli | Philipp Brunner                      | deutscher Verwaltungsjurist                                                              | 75    |       |
| 10. Juli | Abraham Jacobi                       | deutsch-amerikanischer Kinderarzt                                                        | 89    |       |
| 10. Juli | Nikolai Lawrentjewitsch Klado        | russischer Admiral, Marinehistoriker und -theoretiker                                    | 56    |       |
| 10. Juli | Josef Landes                         | deutscher Geistlicher und Politiker (Zentrum), MdR                                       | 78    |       |
| 10. Juli | Hugo Riemann                         | deutscher Musiktheoretiker, Musikhistoriker und Musikpädagoge                            | 69    |       |
| 10. Juli | Percy Stow                           | britischer Filmregisseur und -produzent                                                  |       |       |
| 11. Juli | William Brewster                     | US-amerikanischer Ornithologe und Naturschützer                                          | 68    |       |
| 11. Juli | Richard Calverley                    | Anglikanermönch                                                                          |       |       |
| 11. Juli | Louis Gutjahr                        | deutscher Unternehmer                                                                    | 72    |       |
| 11. Juli | August Herzig                        | deutscher Bildhauer                                                                      | 72    |       |
| 11. Juli | Joseph Losenhausen                   | deutscher Kaufmann und Unternehmer                                                       | 67    |       |
| 11. Juli | Albert Schmidt                       | deutscher Jurist und Politiker                                                           | 68    |       |
| 12. Juli | Bertha von Arnswaldt                 | Berliner Salonière                                                                       | 69    |       |
| 12. Juli | Oskar Bidder                         | evangelisch-lutherischer Geistlicher, deutsch-baltischer Bekenner                        | 53    |       |
| 12. Juli | Wilhelm Max Müller                   | deutsch-amerikanischer Orientalist und Lexikograf                                        | 57    |       |
| 12. Juli | Ferdinand von Wolff-Metternich       | deutscher Gutsbesitzer und Politiker (Zentrum), MdR, Oberförster                         | 64    |       |
| 14. Juli | Horace Fletcher                      | britischer Ernährungsreformer                                                            | 69    |       |
| 15. Juli | Emil Fischer                         | deutscher Chemiker                                                                       | 66    |       |
| 16. Juli | Itagaki Taisuke                      | japanischer Staatsmann                                                                   | 82    |       |
| 16. Juli | Augustine Colin Macdonald            | kanadischer Politiker, Vizegouverneur von Prince Edward Island                           | 82    |       |
| 18. Juli | Élise Deroche                        | französische Pilotin, erste Frau der Welt, die einen Pilotenschein machte                | 36    |       |
| 18. Juli | Hermine Hartleben                    | deutsche Lehrerin und Biographin des Hieroglyphen-Entzifferers Jean François Champollion | 73    |       |
| 19. Juli | Walter Brack                         | deutscher Schwimmer                                                                      | 38    |       |
| 19. Juli | Richard Kissling                     | Schweizer Bildhauer                                                                      | 71    |       |
| 19. Juli | Jacob Verdam                         | niederländischer Niederlantist                                                           | 74    |       |
| 20. Juli | Maria Isabella d’Orléans-Montpensier | französisch-spanische Prinzessin und durch Heirat Gräfin von Paris                       | 70    |       |
| 20. Juli | Friedrich Sohns                      | deutscher Bürgermeister und Regimentskommandeur                                          | 48    |       |
| 21. Juli | Vincent Gottofrey                    | Schweizer Jurist, Hochschullehrer und Politiker                                          | 57    |       |
| 21. Juli | James Bradley Orman                  | US-amerikanischer Politiker                                                              | 69    |       |
| 21. Juli | Gustaf Retzius                       | schwedischer Histologe                                                                   | 76    |       |
| 22. Juli | Theodor Fahrner                      | deutscher Fabrikant, Schmuckhersteller des Jugendstil                                    | 59    |       |
| 22. Juli | Nikolai Grigorjewitsch Jegorow       | russischer Physiker und Hochschullehrer                                                  | 69    |       |
| 23. Juli | Eduard Adt                           | deutscher Fabrikant, Bürgermeister und Politiker, MdR                                    | 68    |       |
| 23. Juli | Spyridon Lambros                     | griechischer Politiker und Ministerpräsident                                             | 68    |       |
| 23. Juli | Alfred Lévy                          | französischer Großrabbiner                                                               | 78    |       |
| 23. Juli | J. Willard Ragsdale                  | US-amerikanischer Politiker                                                              | 46    |       |
| 24. Juli | Ada María Elflein                    | argentinische Autorin                                                                    | 39    |       |
| 24. Juli | Johannes Baptist von Kiene           | deutscher Jurist und Politiker                                                           | 67    |       |
| 24. Juli | Clement Hall Sinnickson              | US-amerikanischer Politiker                                                              | 84    |       |
| 25. Juli | Friedrich Grützmacher der Jüngere    | deutscher Cellist                                                                        | 52    |       |
| 25. Juli | Ernst Plenio                         | deutscher Verwaltungsjurist; Landrat im Kreis Steinfurt                                  | 59    |       |
| 26. Juli | Thomas S. Plowman                    | US-amerikanischer Soldat, Bankier und Politiker                                          | 76    |       |
| 26. Juli | Edward Poynter                       | englischer Maler und Zeichner                                                            | 83    |       |
| 27. Juli | Charles Conrad Abbott                | US-amerikanischer Archäologe und Naturforscher                                           | 76    |       |
| 27. Juli | Eugen von Miller zu Aichholz         | österreichischer Industrieller, Sammler und Mäzen                                        | 84    |       |
| 27. Juli | Matwij Hryhorjew                     | Ataman und Offizier der zaristischen Armee, anarchistischer Bauernführer                 |       |       |
| 29. Juli | Hermann Georg Franz von Gemmingen    | österreichischer General                                                                 | 62    |       |
| 29. Juli | Paul Grützner                        | deutscher Physiologe                                                                     | 72    |       |
| 29. Juli | Friedrich Romberg                    | Ingenieur                                                                                | 73    |       |
| 30. Juli | Joseph Compton-Rickett               | britischer Schriftsteller und Politiker der Liberal Party, Mitglied des House of Commons | 72    |       |
| 30. Juli | Anny Wothe                           | deutsche Schriftstellerin und Journalistin                                               | 61    |       |
| 31. Juli | Joseph Faust                         | deutscher katholischer Pfarrer und Dramatiker                                            | 62    |       |
| 31. Juli | Ferdinand Heinrich Thieriot          | deutscher Komponist und Cellist                                                          | 81    |       |

## August
| Tag        | Name                               | Beruf, bekannt als                                                                            | Alter | Beleg |
| ---------- | ---------------------------------- | --------------------------------------------------------------------------------------------- | ----- | ----- |
| 1. August  | Oscar Hammerstein I                | US-amerikanischer Theatergründer und -produzent                                               | 72    |       |
| 1. August  | Ignaz Ising                        | deutscher Balneologe und Badearzt                                                             | 73    |       |
| 1. August  | Ray W. Jones                       | US-amerikanischer Politiker                                                                   | 64    |       |
| 1. August  | Alexander Alexandrowitsch Kasakow  | russischer Offizier, Jagdflieger des Ersten Weltkrieges                                       | 30    |       |
| 1. August  | Paul Pfann                         | deutscher Architekt und Hochschullehrer                                                       | 59    |       |
| 1. August  | Wilhelm Vita                       | österreichischer Porträtmaler                                                                 | 73    |       |
| 2. August  | Christoph Blumhardt                | württembergischer Theologe und Pfarrer                                                        | 77    |       |
| 2. August  | Johann von Dallwitz                | deutscher Politiker                                                                           | 63    |       |
| 2. August  | Hugo Heinemann                     | deutscher Rechtsanwalt und Politiker (SPD)                                                    | 56    |       |
| 2. August  | Tibor Szamuely                     | ungarischer Journalist und kommunistischer Politiker                                          | 28    |       |
| 2. August  | Jeanne Trimborn                    | Persönlichkeit der katholischen Frauenbewegung                                                | 57    |       |
| 3. August  | Paul Hartwig                       | deutscher Klassischer Archäologe                                                              | 60    |       |
| 3. August  | Otto Kissenberth                   | deutscher Jagdflieger im Ersten Weltkrieg                                                     | 26    |       |
| 3. August  | Josef Kohler                       | deutscher Jurist                                                                              | 70    |       |
| 4. August  | Albert Seelmann                    | deutscher Jurist                                                                              | 67    |       |
| 4. August  | Klemens Weißenburger               | russlanddeutscher römisch-katholischer Geistlicher und Märtyrer                               | 26    |       |
| 5. August  | Cornelia Gurlitt                   | deutsche Malerin                                                                              | 29    |       |
| 5. August  | Heinrich Carl Hoyer                | deutscher Fabrikant und Abgeordneter des Oldenburger Landtags                                 | 70    |       |
| 5. August  | Arthur Kleinschmidt                | deutscher Historiker, Bibliothekar und Publizist                                              | 71    |       |
| 5. August  | Carl Schmidt-Polex                 | deutscher Jurist und Industrieller                                                            | 66    |       |
| 7. August  | Johannes Becker                    | deutscher evangelischer Geistlicher                                                           | 60    |       |
| 7. August  | George Stephen West                | britischer Botaniker                                                                          | 43    |       |
| 8. August  | Anna Deinet                        | deutsche Opernsängerin                                                                        | 76    |       |
| 8. August  | Paul Grünberg                      | deutscher lutherischer Theologe                                                               | 62    |       |
| 9. August  | Ralph Albert Blakelock             | US-amerikanischer Maler                                                                       | 71    |       |
| 9. August  | Ernst Haeckel                      | deutscher Zoologe, Philosoph und Freidenker                                                   | 85    |       |
| 9. August  | Ruggero Leoncavallo                | italienischer Opernkomponist                                                                  | 62    |       |
| 9. August  | Eugen Münch                        | Schweizer Politiker                                                                           | 38    |       |
| 9. August  | Max Puchat                         | deutscher Komponist, Dirigent und Musikpädagoge                                               | 60    |       |
| 9. August  | Bernhard Rogge                     | deutscher evangelischer Theologe und Hofprediger                                              | 87    |       |
| 10. August | Curt von Bülow                     | deutscher Rittergutsbesitzer und Politiker                                                    | 76    |       |
| 10. August | Oskar Kruse                        | deutscher Maler, Bauherr der Lietzenburg auf Hiddensee                                        | 72    |       |
| 10. August | George Arnulph Montgomerie         | schottischer Adliger und Tennisspieler                                                        | 71    |       |
| 10. August | Hermann Wette                      | deutscher Arzt und Schriftsteller                                                             | 62    |       |
| 11. August | Andrew Carnegie                    | US-amerikanischer Industrieller, Stahlmagnat, damals reichster Mensch und Philanthrop         | 83    |       |
| 11. August | Heinrich Ernst                     | deutscher Opernsänger                                                                         | 70    |       |
| 11. August | Theodor Müller-Reuter              | deutscher Dirigent und Komponist                                                              | 60    |       |
| 11. August | Franz Nissl                        | deutscher Neurologe und Psychiater                                                            | 58    |       |
| 14. August | Adolf Friedrich Bonhöffer          | deutscher Theologe, Klassischer Philologe und Philosophiehistoriker                           | 60    |       |
| 15. August | Matthias Eisterer                  | österreichischer katholischer Geistlicher, Journalist und Reiseschriftsteller                 | 70    |       |
| 15. August | Johann Georg Siehl-Freystett       | deutscher Maler                                                                               | 51    |       |
| 15. August | Joseph Zuckmayer                   | deutscher Politiker                                                                           | 58    |       |
| 16. August | Alexander Petrowitsch Iswolski     | russischer Diplomat und Außenminister                                                         | 63    |       |
| 16. August | Andrew Sockalexis                  | US-amerikanischer Langstreckenläufer                                                          | 28    |       |
| 17. August | Karl Hauer                         | österreichischer Journalist und Publizist                                                     | 43    |       |
| 17. August | Gustav Jahn                        | österreichischer Maler, Grafiker und Alpinist                                                 | 40    |       |
| 18. August | Richard Beck                       | deutscher Geologe                                                                             | 60    |       |
| 18. August | Ernst Rauscher von Stainberg       | österreichischer Schriftsteller                                                               | 84    |       |
| 19. August | Georg Horn                         | deutscher Gewerkschafter und Politiker (ADAV, SPD, USPD), MdR                                 | 77    |       |
| 19. August | Benno Loewy                        | deutschamerikanischer Rechtsanwalt, Freimaurer und Sammler                                    | 65    |       |
| 19. August | David Mannheimer                   | großherzoglich-oldenburgischer Landesrabbiner                                                 | 55    |       |
| 20. August | Franz Büttner Pfänner zu Thal      | deutscher Kunsthistoriker und Gemälderestaurator                                              | 60    |       |
| 21. August | Laurence Doherty                   | englischer Tennisspieler                                                                      | 43    |       |
| 21. August | Eberhard Fugger                    | österreichischer Naturforscher                                                                | 77    |       |
| 22. August | John Dunne                         | römisch-katholischer Geistlicher, Bischof von Bathurst                                        | 74    |       |
| 22. August | David Plunket, 1. Baron Rathmore   | britischer Jurist und Politiker der Conservative Party                                        | 80    |       |
| 23. August | Augustus George Vernon Harcourt    | britischer Chemiker                                                                           | 84    |       |
| 23. August | Auguste Penjon                     | französischer Philosoph                                                                       | 76    |       |
| 23. August | Hermann Rückwardt                  | deutscher Fotograf                                                                            | 74    |       |
| 24. August | Raoul Le Mouton de Boisdeffre      | französischer Berufssoldat                                                                    | 80    |       |
| 24. August | Friedrich Naumann                  | deutscher evangelischer Theologe und Politiker (NSV, FVg, FVP, DDP), MdR                      | 59    |       |
| 24. August | August Julius Nestler              | deutscher Komponist, Musikpädagoge                                                            | 67    |       |
| 24. August | Giuseppe Rivabella                 | italienischer Sportschütze und Olympiateilnehmer                                              |       |       |
| 25. August | Georgi Kirkow                      | bulgarischer Politiker, Publizist und Gewerkschafter                                          | 52    |       |
| 25. August | Viktor Knorre                      | russischer Astronom                                                                           | 78    |       |
| 25. August | Gustav Schönwald                   | deutscher Schauspieler, Vortragskünstler, Filmregisseur, Industrie- und Medienpionier         | 51    |       |
| 25. August | Hugo von Strauß und Torney         | preußischer Landrat, Polizeipräsident, Verwaltungsgerichtsdirektor und Senatspräsident        | 82    |       |
| 26. August | Otto Richter                       | österreichischer Architekt                                                                    | 44    |       |
| 27. August | Louis Botha                        | südafrikanischer General und Politiker, erster Premierminister der Südafrikanischen Union     | 56    |       |
| 27. August | Traugott Ochs                      | deutscher Hofkapellmeister, Organist und Dirigent                                             | 64    |       |
| 28. August | Eugen Dippe                        | preußischer Verwaltungsjurist und Landrat                                                     | 66    |       |
| 28. August | Jacob Pauly                        | deutscher Kaufmann, Weingutsbesitzer und Politiker (Zentrum), MdR                             | 69    |       |
| 28. August | Franz Pichler                      | österreichischer Ingenieur und Erfinder                                                       | 53    |       |
| 28. August | Adolf Schmal                       | österreichischer Fecht- und Radsportler, Motorjournalist                                      | 46    |       |
| 29. August | Jakob Dinesohn                     | jiddischer Schriftsteller                                                                     |       |       |
| 29. August | Ludwig von Dóczi                   | österreichisch-ungarischer Dichter, Journalist und Politiker                                  | 73    |       |
| 29. August | Julius Gmelin                      | deutscher evangelischer Pfarrer                                                               | 60    |       |
| 29. August | Friedrich Hanssen                  | deutscher Linguist und Hochschullehrer mit Schwerpunkt auf hispanistischer Sprachwissenschaft | 62    |       |
| 29. August | Joseph Friedrich Hummel            | österreichischer Kapellmeister und Komponist                                                  | 78    |       |
| 29. August | Joseph von Kerzl                   | österreichischer Offizier und Mediziner, kaiserlicher Leibarzt                                | 77    |       |
| 30. August | John Daggett                       | US-amerikanischer Politiker                                                                   | 86    |       |
| 30. August | Bruno Hartung                      | deutscher lutherischer Theologe                                                               | 72    |       |
| 30. August | Nikolai Alexandrowitsch Schtschors | russischer Offizier, Kommandeur im Russischen Bürgerkrieg und Bürgermeister von Kiew (1919)   | 24    |       |
| 31. August | Fritz Erk                          | deutscher Meteorologe                                                                         | 61    |       |
| 31. August | Jóhann Sigurjónsson                | isländischer Dramatiker                                                                       | 39    |       |

## September
| Tag           | Name                                  | Beruf, bekannt als                                                           | Alter | Beleg |
| ------------- | ------------------------------------- | ---------------------------------------------------------------------------- | ----- | ----- |
| 1. September  | Hermann von Kamlah                    | preußischer Generalleutnant                                                  | 78    |       |
| 1. September  | Gustav Niessl von Mayendorf           | österreichischer Astronom und Mykologe                                       | 80    |       |
| 1. September  | Hermann Passow                        | deutscher Chemiker und Unternehmer                                           | 54    |       |
| 1. September  | Johann Adolf Repsold                  | deutscher Konstrukteur und Unternehmer                                       | 81    |       |
| 2. September  | Jean-Pierre Brisset                   | französischer Schriftsteller, Erfinder und Linguist                          | 81    |       |
| 2. September  | Simon Eckart                          | deutscher Bauunternehmer, Steinmetz und Politiker, MdR                       | 71    |       |
| 3. September  | Viktor Holtz                          | deutscher Pädagoge                                                           | 73    |       |
| 3. September  | Paul Linke                            | deutscher Maler                                                              | 75    |       |
| 3. September  | Hermann Riffart                       | deutscher Architekt                                                          | 78    |       |
| 3. September  | Josef Wiedemann                       | österreichischer Militärkapellmeister und Komponist                          | 90    |       |
| 4. September  | Alfred Lohmann                        | deutscher Kaufmann in Bremen                                                 | 49    |       |
| 4. September  | Edwin von Posadowsky-Wehner           | deutscher Jurist und Landrat                                                 | 85    |       |
| 4. September  | Franz Reber                           | deutscher Kunsthistoriker                                                    | 84    |       |
| 5. September  | Hunold von Ahlefeld                   | deutscher Marineoffizier, zuletzt Vizeadmiral, Wirtschaftsmanager            | 68    |       |
| 5. September  | Frigyes Schulek                       | ungarischer Architekt                                                        | 77    |       |
| 5. September  | Wassili Iwanowitsch Tschapajew        | bolschewistischer Kommandeur im Russischen Bürgerkrieg                       | 32    |       |
| 6. September  | Charles Beresford, 1. Baron Beresford | britischer Admiral und Politiker, Mitglied des House of Commons              | 73    |       |
| 6. September  | Richard Pintsch                       | deutscher Apparatebauer und Lichttechniker                                   | 79    |       |
| 7. September  | Adolf Fritzen                         | Bischof von Straßburg                                                        | 81    |       |
| 7. September  | Leo von Hagke                         | deutscher Offizier, Rittergutsbesitzer und Politiker                         | 69    |       |
| 9. September  | Henri Lutz                            | französischer Komponist                                                      | 55    |       |
| 9. September  | Leo Wehrmann                          | deutscher Verwaltungsjurist und Ministerialdirektor                          | 78    |       |
| 9. September  | Johann Friedrich Wessels              | deutscher Senator (Bremen)                                                   | 82    |       |
| 11. September | Géza Csáth                            | ungarischer Schriftsteller und Prosaist                                      | 32    |       |
| 12. September | Leonid Nikolajewitsch Andrejew        | russischer Schriftsteller                                                    | 48    |       |
| 12. September | James Hodge Codding                   | US-amerikanischer Politiker                                                  | 70    |       |
| 12. September | Gustav von Schrötter                  | deutscher Offizier und Diplomat (Militärattaché)                             | 88    |       |
| 13. September | Karl Dibbern                          | deutscher Kapellmeister, Regisseur und Komponist                             | 64    |       |
| 13. September | Edmund von Strauß                     | österreichischer Dirigent                                                    | 50    |       |
| 14. September | Jakob Bradl                           | deutscher Bildhauer                                                          | 54    |       |
| 14. September | Gordon J. Russell                     | US-amerikanischer Jurist und Politiker                                       | 59    |       |
| 14. September | Fritz Schöll                          | deutscher Klassischer Philologe                                              | 69    |       |
| 14. September | Jean Taubenhaus                       | polnisch-französischer Schachmeister                                         | 68    |       |
| 15. September | Ernst Feigenwinter                    | Schweizer Politiker (Katholisch-Konservative)                                | 66    |       |
| 16. September | Karl Augustin                         | Weihbischof in Breslau                                                       | 71    |       |
| 16. September | Friedrich Stummel                     | deutscher sakraler Künstler                                                  | 69    |       |
| 17. September | Paul Abarbanell                       | deutscher Kapellmeister                                                      | 68    |       |
| 17. September | Richard Abé                           | deutscher Stahlformgießer                                                    | 79    |       |
| 17. September | Gustav Cohn                           | deutscher Nationalökonom                                                     | 78    |       |
| 17. September | Josef Lanzinger                       | deutscher Landwirt und Politiker (BBB), MdR                                  | 71    |       |
| 17. September | August Wilhelm Otto Niemann           | deutscher Schriftsteller                                                     | 80    |       |
| 18. September | Joseph Bryan Thompson                 | US-amerikanischer Politiker                                                  | 48    |       |
| 18. September | Erhard Ludewig Winterstein            | deutscher Maler                                                              | 78    |       |
| 19. September | Daniel von Salis-Soglio               | österreichischer General                                                     | 93    |       |
| 20. September | Otto Dieffenbach                      | deutscher Elektrochemiker                                                    | 57    |       |
| 20. September | Ramón Barros Luco                     | chilenischer Politiker                                                       | 84    |       |
| 20. September | Emil Julius Hugo Steffenhagen         | deutscher Rechtshistoriker, Geheimer Regierungsrat und Bibliothekar          | 81    |       |
| 20. September | Eugen Ritter von Záhony               | Politiker und Industrieller                                                  | 75    |       |
| 21. September | Wilhelm Kröpcke                       | deutscher Gastronom in Hannover                                              | 64    |       |
| 22. September | Otto Hirschel                         | deutscher Architekt und Politiker, MdR                                       | 57    |       |
| 23. September | Heinrich Bruns                        | deutscher Mathematiker und Astronom                                          | 71    |       |
| 23. September | Annibale Riccò                        | italienischer Astronom                                                       | 75    |       |
| 24. September | Johann Unterkofler                    | österreichischer Gastwirt, Grundbesitzer und Politiker, Landtagsabgeordneter | 66    |       |
| 25. September | Newell Sill Jenkins                   | US-amerikanischer Zahnarzt, Forscher und Wagnerfreund                        | 78    |       |
| 25. September | Konstantin Adamowitsch Wollossowitsch | russischer Chemiker, Geologe und Polarforscher                               | 50    |       |
| 26. September | Hermann von Christen                  | deutscher Politiker (Freikonservativen Partei), MdR                          | 78    |       |
| 26. September | Erich von Schwartzkoppen              | preußischer Offizier, Kammerherr und Hofmarschall                            | 48    |       |
| 27. September | Adelina Patti                         | spanische Opernsängerin (Sopran) italienischer Abstammung                    | 76    |       |
| 28. September | Eugen Behles                          | deutscher Architekt                                                          |       |       |
| 29. September | Jakob Guttmann                        | deutscher Rabbiner und Religionsphilosoph                                    | 74    |       |
| 29. September | Hans Kaltneker                        | österreichischer Erzähler, Lyriker und Dramatiker                            | 24    |       |
| 30. September | Edward Tyas Cook                      | britischer Journalist, Biograph und Gelehrter                                | 62    |       |
| 30. September | Adolphe Prins                         | belgischer Rechtswissenschaftler und Soziologe                               | 73    |       |
|               | Seth Bullock                          | US-amerikanischer Westernheld                                                | 70    |       |
|               | Vicent Costa i Nogueras               | katalanischer Komponist und Pianist                                          | 67    |       |
|               | Michail Fjodorowitsch von Schulz      | russischer Vizeadmiral                                                       | 57    |       |